# ミッチ・スペンス
ミッチ・ペリー・スペンス（Mitch Perry Spence, 1998年5月6日 - ）は、アメリカ合衆国ワシントン州カークランド出身のプロ野球選手（投手）。右投右打。MLBのアスレチックス所属。

## 経歴

### プロ入りとヤンキース傘下時代
2019年のMLBドラフト10巡目（全体315位）でニューヨーク・ヤンキースから指名されプロ入り。契約後、傘下のアパラチアンリーグのルーキー級プラスキ・ヤンキースでプロデビュー。16試合に登板して2勝3敗4セーブ、防御率3.54、29奪三振を記録した。
2020年はCOVID-19の影響でマイナーリーグの試合が開催されなかったため、公式戦の登板は無かった。
2021年はA+級ハドソンバレー・レネゲーズでプレーし、23試合（先発20試合）に登板して7勝6敗、防御率3.94、118奪三振を記録した。
2022年はAA級サマセット・ペイトリオッツとAAA級スクラントン・ウィルクスバリ・レイルライダースでプレーし、2チーム合計で27試合（先発25試合）に登板して6勝7敗、防御率5.70、127奪三振を記録した。
2023年はAAA級スクラントンでプレーし、29試合に先発登板して8勝8敗、防御率4.47、153奪三振を記録した。

### アスレチックス時代
2023年12月6日にルール・ファイブ・ドラフトでオークランド・アスレチックスから指名され、移籍した。
2024年の開幕はメジャーで迎え、3月29日のクリーブランド・ガーディアンズ戦でメジャーデビューを果たした。

## 選手としての特徴
カッターとスライダーを主体とするグラウンドボールピッチャーである。

## 詳細情報

### 年度別投手成績
| 年 度    | 球 団    | 登 板 | 先 発 | 完 投 | 完 封 | 無 四 球 | 勝 利 | 敗 戦 | セ 丨 ブ | ホ 丨 ル ド | 勝 率 | 打 者 | 投 球 回 | 被 安 打 | 被 本 塁 打 | 与 四 球 | 敬 遠 | 与 死 球 | 奪 三 振 | 暴 投 | ボ 丨 ク | 失 点 | 自 責 点 | 防 御 率 | W H I P |
| -------- | -------- | ----- | ----- | ----- | ----- | -------- | ----- | ----- | -------- | ----------- | ----- | ----- | -------- | -------- | ----------- | -------- | ----- | -------- | -------- | ----- | -------- | ----- | -------- | -------- | ------- |
| 2024     | OAK      | 35    | 24    | 0     | 0     | 0        | 8     | 10    | 0        | 1           | .444  | 651   | 151.1    | 165      | 20          | 44       | 0     | 6        | 126      | 8     | 1        | 79    | 77       | 4.58     | 1.38    |
| MLB：1年 | MLB：1年 | 35    | 24    | 0     | 0     | 0        | 8     | 10    | 0        | 1           | .444  | 651   | 151.1    | 165      | 20          | 44       | 0     | 6        | 126      | 8     | 1        | 79    | 77       | 4.58     | 1.38    |

- 2024年度シーズン終了時

### 年度別守備成績
| 年 度 | 球 団 | 投手（P） | 投手（P） | 投手（P） | 投手（P） | 投手（P） | 投手（P） |
| 年 度 | 球 団 | 試 合     | 刺 殺     | 補 殺     | 失 策     | 併 殺     | 守 備 率  |
| ----- | ----- | --------- | --------- | --------- | --------- | --------- | --------- |
| 2024  | OAK   | 35        | 11        | 12        | 1         | 1         | .958      |
| MLB   | MLB   | 35        | 11        | 12        | 1         | 1         | .958      |

- 2024年度シーズン終了時

### 背番号
- 40（2024年 - ）